# 大陵 (前涼)
大陵，是中国五胡十六国前凉文王张骏的陵墓。
张骏在346年六月，于正德前殿去世，年四十岁。东晋赐谥忠成公。七月葬于“大陵”，在今武威市凉州区境内。张祚“僭号”，追尊张骏谥号文王，庙号世祖。大陵修建奢华，400年，大陵被凉州胡人安据等人盗掘张骏墓，见张骏面貌如生，盗出的宝物主要有真珠帘箔、云母屏风、琉璃榼、白玉樽、受三升、赤玉箫、紫玉篴、珊瑚鞭、玛瑙锺、黄金勒。